# Pietro Rossi
Pour les articles homonymes, voir Rossi.

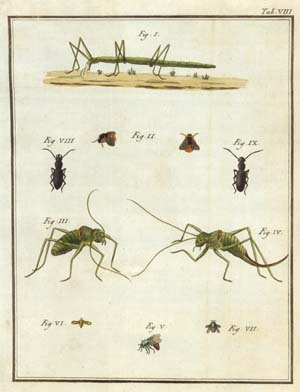
Page de Fauna etrusca

Pietro Rossi est un médecin et un zoologiste italien, né en 1738 à Florence et mort le 21 décembre 1804 à Pise.
Il enseigne la logique à l’université de Pise de 1762 à 1801, puis l’histoire naturelle et se consacre à l’entomologie. Il est considéré comme le premier professeur d’entomologie du monde.
Grand systématicien, il est l’auteur de plus de 400 taxons.
L'IPNI lui attribue une abréviation en botanique, sans plus de précision.
Rossi est l’abréviation botanique standard de Pietro Rossi.
Consulter la liste des abréviations d'auteur en botanique ou la liste des plantes assignées à cet auteur par l'IPNI, la liste des champignons assignés par MycoBank, la liste des algues assignées par l'AlgaeBase et la liste des fossiles assignés à cet auteur par l'IFPNI.

## Liste partielle des publications
- 1790 : Fauna etrusca.
- 1792 : Mantissa Insectorum.

## Source
- Cesare Conci et Roberto Poggi (1996), Iconography of Italian Entomologists, with essential biographical data. Memorie della Società entomologica Italiana, 75 : 159-382.  (ISSN 0037-8747)